# John Chetwynd-Talbot, I conte Talbot
John Chetwynd-Talbot, I conte Talbot (25 febbraio 1749 – Fairford, 19 maggio 1793), è stato un nobile e politico inglese.

## Biografia
Era il figlio di John Talbot, figlio minore di Charles Talbot, I barone Talbot, e di sua moglie, Catherine Chetwynd, figlia di John Chetwynd, II visconte Chetwynd.

## Carriera politica
Fu deputato per Castle Rising (1777-1782). Nel 1782 succedette a suo zio, William Talbot, I conte Talbot, ed entrò nella Camera dei lord. Nel 1784 venne creato visconte di Ingestre. Nel 1786 aggiunse il cognome Chetwynd.

## Matrimonio
Sposò, il 7 maggio 1776, Lady Charlotte Hill (?-17 gennaio 1804), figlia di Wills Hill, I marchese del Downshire. Ebbero due figli:
- Charles Chetwynd-Talbot, II conte Talbot (25 aprile 1777-10 gennaio 1849)
- Lord John (4 aprile 1779-8 febbraio 1825)

## Morte
Morì il 19 maggio 1793, a Fairford, Gloucestershire.